# Christian Friedrich Richter (Mediziner, 1676)

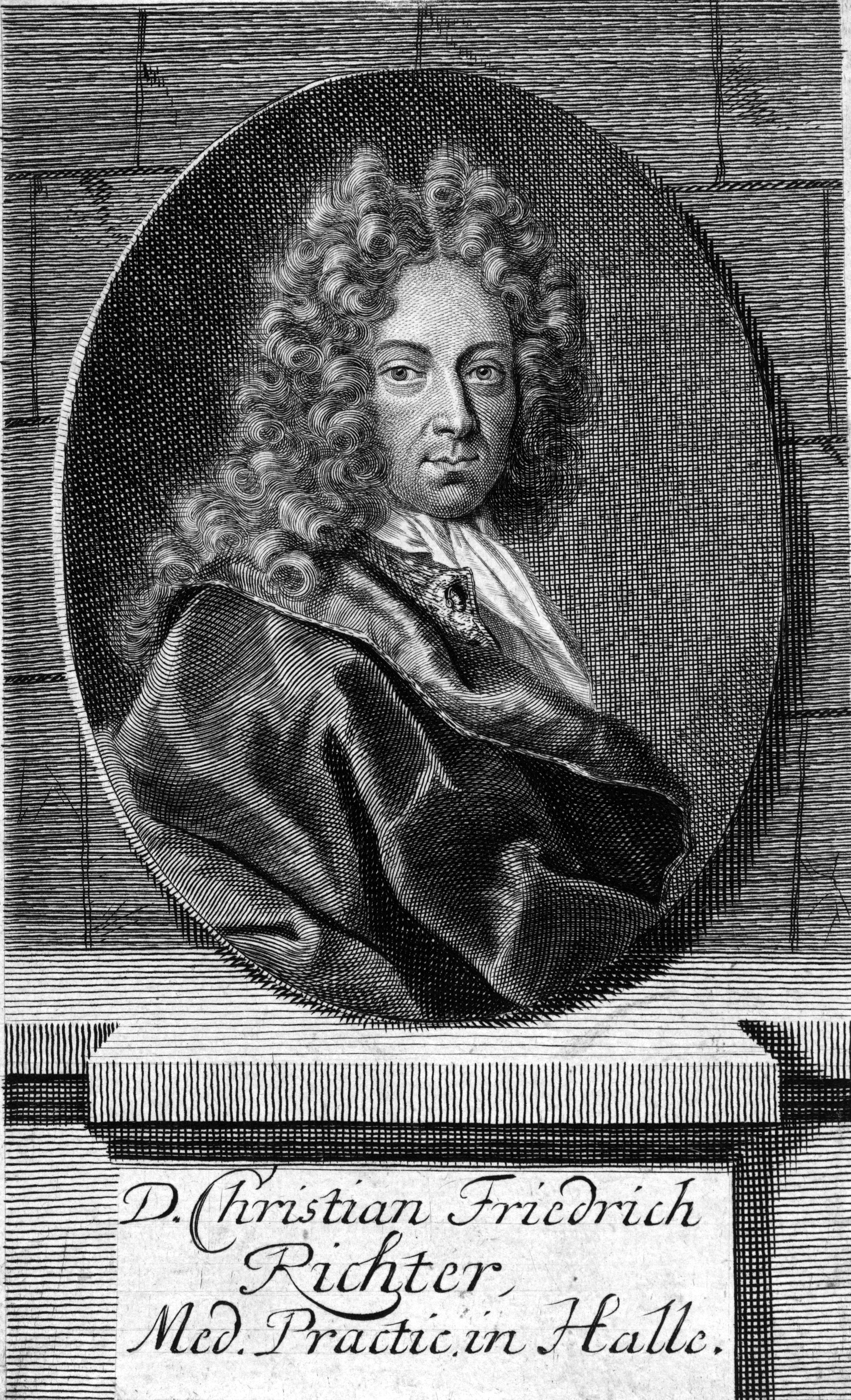
Christian Friedrich Richter

Christian Friedrich Richter (* 5. Oktober 1676 in Sorau (Niederlausitz); † 5. Oktober 1711 in Halle an der Saale) war ein deutscher evangelischer Pfarrer, Kirchenlieddichter und Arzt an den Franckeschen Stiftungen.

## Leben und Werk
Christian Friedrich Richter war der Sohn von Sigismund Richter, einem hohen Verwaltungsbeamten in Sorau/Niederlausitz und dessen Frau Anna Margaretha, geborene Döbler. Später studierte Richter unter anderem Medizin und Theologie. Er war Schüler und zunächst ein enger Vertrauter August Hermann Franckes, Inspektor des Pädagogiums und Arzt am Waisenhaus in Halle an der Saale. Dieses Verhältnis unterlag jedoch einem Wandel und führte letztlich zu einer starken Entzweiung.
Ab 1699 war er Anstaltsarzt für die gesamten Franckeschen Anstalten. Richter promovierte 1706 in Halle. Durch die von ihm vertriebene Goldtinktur erschloss er den Anstalten eine reiche Einnahmequelle. 
Als evangelischer Kirchenlieddichter war er ein tiefgläubiger Dichter des Hallischen Pietismus. Er starb im Jahr 1711 mit 35 Jahren in Halle an der Saale.
Von seinen insgesamt 25 Kirchenliedern weist beispielsweise das Evangelische Kirchengesangbuch, Ausgabe für die Evangelische Landeskirche in Württemberg aus dem Jahr 1953, noch sieben Lieder aus.
Sein Enkel war der gleichnamige spätere Obermedizinalrat Christian Friedrich Richter.

## Schriften
- Die höchst-nöthige Erkenntniß des Menschen, sonderlich nach dem Leibe und natürlichem Leben oder ein deutlicher Unterricht von der Gesundheit und deren Erhaltung. S.l. 17. Auflage 1764. Digitalisierte Ausgabe der Universitäts- und Landesbibliothek Düsseldorf
- Die höchst-nöthige Erkenntniß des Menschen, sonderlich nach dem Leibe und natürlichem Leben : oder ein deutlicher Unterricht von der Gesundheit und deren Erhaltung. Zum sechzehenten mal mit e. verb. Reg. hrsg. [S.l.], 1760. Digitalisierte Ausgabe der Universitäts- und Landesbibliothek Düsseldorf
- Die höchst-nöthige Erkenntniß des Menschen ..., oder der Unterricht von der Gesundheit, Ursachen, Namen und Curen der Kranckheiten, wie auch von rechtem Gebrauch der zu einer Haus-Reise- und Feld-Apothecken seligirten Medicamenten. Band 2 S.l., 1750. Digitalisierte Ausgabe der Universitäts- und Landesbibliothek Düsseldorf